# L'Aquila 1927
El L'Aquila 1927 es un club de fútbol de Italia, con sede en L'Aquila, en los Abruzos. Fue fundado en 1927 y refundado en varias ocasiones. Compite en la Serie D, cuarta categoría del fútbol italiano.

## Historia
Fue fundado en el año 1927 como Società Sportiva Città dell'Aquila en la ciudad de L'Aquila, que inicialmente usó los colores blanco y azul. En 1934 ascendieron a la Serie B.
Dos años después, el entrenador Attilio Buratti murió y varios jugadores resultaron heridos luego de un accidente ocurrido en Contigliano, por lo que no pudieron escapar del descenso tres años más tarde. En diciembre de 1937 enfrentaron al Juventus de Turín en la Copa Italia, perdiendo 1-4. 
Permanecieron 5 temporadas en la Serie C antes de que el equipo dimitiera durante el periodo de guerra. En 1943 el club fue refundado con el nombre Sportiva L'Aquila 1944, ya que sus actividades deportivoas iniciaron un año más tarde. Jugó en la Serie C entre 1945 y 1948. 
En 1958, tras estar varios años en las categorías menores retornó a la Serie C, hasta que descendió en 1969. Diez años después regresó a la Serie C2, hasta su descenso en 1982.
En 1992 retornó a la Serie C2 para llenar vacantes en la división, pero al cabo de un año se declaró en bancarrota. En 1994 fue refundado con el nombre A.S. L'Aquila y admitido en la liga Eccellenza, donde en 1995 cambiaron su nombre por el de Vis L'Aquila tras fusionarse con el Paganica, equipo de Serie D. En 1998 ascendió a la Serie C2 y en el 2000 ascendió a la Serie C1 tras vencer en laronda de Play-Off al Acireale.
En el 2004 retornaron a la Serie C2 luego de que volviera a tener problemas financieros y fuera readmitido en la Eccellenza otra vez con el nombre A.S.D. L'Aquila Calcio, y en el año 2009/10 fue promovido a la Serie D a la Lega Pro Seconda Divisione. En la temporada 2012/13 logró ascender a la Lega Pro Prima Divisione tras vencer an la ronda de Play-Off al Teramo.
En el 2010 adoptó el nombre L'Aquila Calcio 1927. En el 2018 no se inscribió en el torneo de Serie D y fue fundado un nuevo club, el A.S.D. Città di L'Aquila, que el año siguiente tomó el nombre de A.S.D. L'Aquila 1927.

## Palmarés

### Torneos interregionales
- Prima Divisione (1): 1933-34 (Grupo A)
- Campionato Nazionale Dilettanti (1): 1997-98 (Grupo F)

### Torneos regionales
- Eccellenza Abruzzo (1): 2022-23
- Copa Italia de Aficionados Abruzzo (3): 2006-07, 2008-09, 2021-22
- Promozione Abruzzo (1): 2019-20 (Grupo A)
- Prima Categoria Abruzzo (1): 2018-19 (Grupo A)